# Degenerates
Degenerates è un singolo del gruppo musicale statunitense A Day to Remember, il primo estratto dal loro settimo album in studio You're Welcome, pubblicato il 20 agosto 2019.

## Descrizione
In un'intervista a Jeremy McKinnon, il cantante ha dichiarato che il brano parla di «giudicare gli altri da come appaiono, piuttosto che per i propri meriti».

## Tracce
Testi e musiche di Jeremy McKinnon e Mike Green.
1. Degenerates – 3:04

## Formazione
- Jeremy McKinnon – voce
- Kevin Skaff – chitarra solista, voce secondaria
- Neil Westfall – chitarra ritmica
- Joshua Woodard – basso
- Alex Shelnutt – batteria, percussioni

## Classifiche
| Classifica (2019)                 | Posizione massima |
| --------------------------------- | ----------------- |
| Stati Uniti (alternative digital) | 19                |
| Stati Uniti (hard rock digital)   | 21                |
| Stati Uniti (mainstream rock)     | 22                |
| Stati Uniti (rock)                | 29                |